# Боблиц

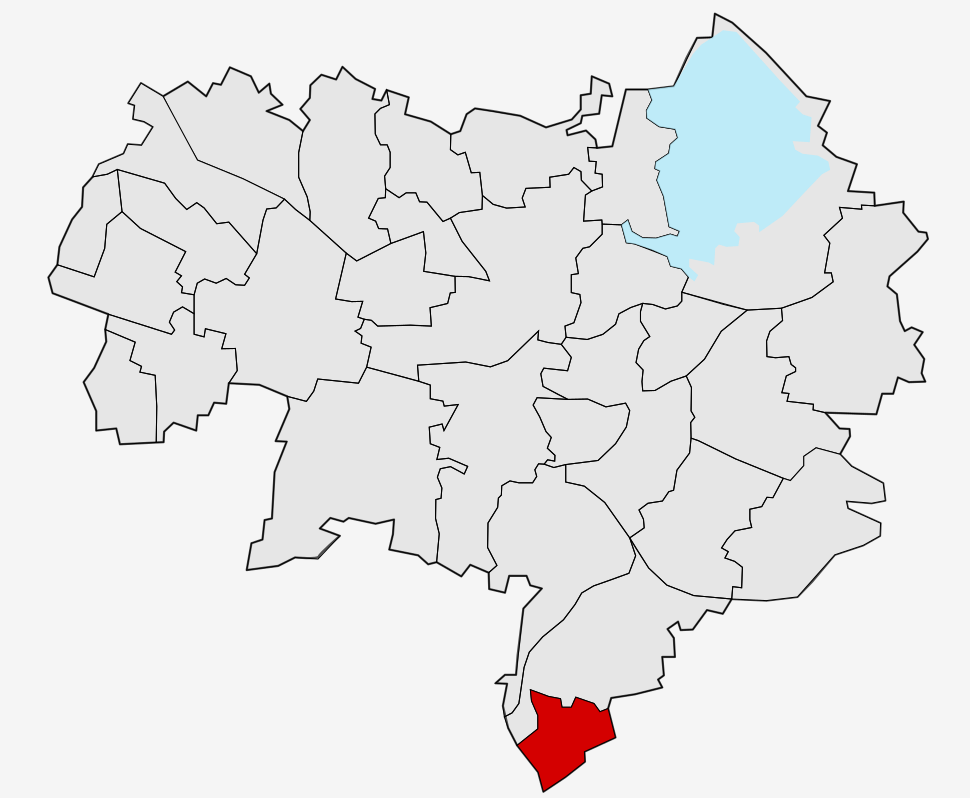
Боблиц на городской карте Баутцена

Боблиц или Бобольцы (нем. Boblitz; в.-луж. Bobolcy) — сельский населённый пункт в Верхней Лужице, входящий с 2020 года в городские границы Баутцена, Германия. Район Баутцена.

## География
Находится на юге Баутцена. Через населённый пункт проходит автомобильная дорога K7240.
Соседние населённые пункты: на северо-востоке — деревня Горня-Кина (в городских границах Баутцена), на юго-востоке — деревни Бельшецы и Дженикецы коммуны Гроспоствиц, на юге — деревня Дебсецы коммуны Обергуриг и на юго-западе — деревня Джежникецы коммуны Обергуриг.

## История
Впервые упоминается в 1290 году под наименованием Hermannus de Bobelicz. До 1934 года деревня была центром одноимённой коммуны, с 1934 входила в состав коммуны Оберкайна. В 1974 году вместе с Оберкайной вошла в городские гарницы Баутцена. В 2020 году деревня вышла из состава Оберкайны и приобрела статус самостоятельного городского района Баутцена.
В настоящее время деревня входит в состав культурно-территориальной автономии «Лужицкая поселенческая область», на территории которой действуют законодательные акты земель Саксонии и Бранденбурга, содействующие сохранению лужицких языков и культуры лужичан.
Исторические немецкие наименования
- Hermannus de Bobelicz, 1290
- Boblicz, 1345
- Bobelitz, 1419
- Bobelicz, 1423
- Boblitz, 1759
- Boblitz, Großboblitz, 1875

## Население
Официальным языком в населённом пункте, помимо немецкого, является также верхнелужицкий язык.
Согласно статистическому сочинению «Dodawki k statisticy a etnografiji łužickich Serbow» Арношта Муки в 1884 году в деревне проживало 88 человека (из них — 83 лужичанина (94 %)).
Лужицкий демограф Арношт Черник в своём сочинении «Die Entwicklung der sorbischen Bevölkerung» указывает, что в 1956 году при общей численности в 507 человек серболужицкое население деревни составляло 4,7 % (20 взрослых, которые свободно владели верхнелужицким языком, 3 взрослых — пассивно и один несовершеннолетний владел свободно языком).
| 1834 | 1871 | 1890 | 1910 | 1925 | 2020 |
| ---- | ---- | ---- | ---- | ---- | ---- |
| 98   | 102  | 88   | 113  | 105  | 37   |

## Достопримечательности
Культурные памятники федеральной земли Саксония
- Двусторонний двор с домом и сараем, 1890, Boblitzer Straße 15
- Трёхсторонний двор с хозяйственными постройками (конюшня, сарай, каретная), 1870, Boblitzer Straße 17
- Жилой дом с конюшней и оригинальной оградой, XVI век, Boblitzer Straße 19
- Жилой дом с конюшней и навесом, XVIII—XIX, Oberkainaer Straße 32
- Четырёхсторонний двор с домом, конюшней и сараем, конец XIX века, Oberkainaer Straße 35, 35a
- Четырёхсторонний двор с домом, конюшней, хозяйственными постройками, сараем и оригинальными воротами, 1872 год, Oberkainaer Straße 37